# 達文西密碼 (電影)
是一部2006年的美國推理驚悚電影，由朗·霍華執導，改編自丹·布朗在2003年出版的同名小說《達文西密碼》，是丹·布朗的小說中首部改編成電影的作品。
本片之後有兩部續集，《天使與魔鬼》（2009年）和《地獄解碼》（2016年）。

## 故事大纲
电影由卢浮宫馆长雅克·索尼埃（Jacques Saunière，讓-皮埃爾·馬里埃爾飾）在館内被一名身穿修道服的持枪男子塞拉斯（Silas，保羅·貝特尼飾）追杀展开，塞拉斯逼问索尼埃拱心石（Priory's clef de voûte，英文為Keystone）的下落，索尼埃与其他三位“守护者”一样在临死前撒了同样的谎，说拱心石在巴黎圣苏比教堂（Church of Saint-Sulpice）裡的玫瑰经线（Rose Line）下，塞拉斯信以为真，开枪射中索尼埃的腹部之后离开。与此同时，美国宗教符号学教授羅柏·蘭登（汤姆·汉克斯饰）作为客座讲师正在巴黎进行一场关于符号学和女性崇拜（sacred feminine）的演讲。法国警方找到了他并将其带到卢浮宫的案发现场。索尼埃在临死前用隐写笔和自己的血写下了一些訊息，并将自己的身躯摆成了达·芬奇著名的画《维特鲁威人》的样子。警察长官伯居·法舍（Bezu Fache，尚·雷诺饰）由此询问兰登对这个迷局的解释看法。
此时法国警方密码破译员蘇菲·納佛（Sophie Neveu，奥黛莉·朵杜饰）赶来现场，通过电话留言通知兰登他已身处危险，必须尽快秘密离开。疑惑的兰登托辞洗脸来到卫生间见到了蘇菲，蘇菲告诉兰登索尼埃死前在地上写下兰登的名字，因此警方已经認定他为凶手，并协助兰登将身上的跟踪装置扔到了窗外疾驶的卡车上，引开了警方。蘇菲揭示了自己索尼埃孙女的身份，相信索尼埃要兰登帮助解开疑团，传达密信给她。正在警方追逐那辆放着跟踪器的卡车时，蘇菲和兰登回到案发现场。兰登惊人的发现索尼埃死后留下的句子是字母前后颠倒的谜语，并据此来到达·芬奇的画作《蒙娜丽莎》前，接着由上面的另一串字谜找到了在名画《岩间圣母》背后的一串有百合花飾（法語：fleur de lis）装饰的钥匙。警方随后发现被骗，迅速赶回卢浮宫。蘇菲两人逃出来后前往美国大使馆受阻，于是躲到巴黎市中心的一个公园。兰登发现钥匙上有一串地址，两人跟随地址来到苏黎世存托银行巴黎分行。银行警卫发现两人是警方通缉犯后通知警方。与此同时蘇菲和兰登两人利用索尼埃死后留下的訊息和钥匙拿到了封存已久的保险箱。箱子里是一个藏密筒（Cryptex），要打开必须要输入正确的5个字母的密码，如果藏密筒损坏，里面的莎草紙就会被流出的醋液腐蚀消失。
杀人者塞拉斯在得到以为是正确的訊息之后打电话告诉自己的主教曼纽尔·阿林加洛沙主教（Bishop Manuel Aringarosa，阿尔弗雷德·莫里纳飾）。塞拉斯是个得了白化病的主业会献身者，年轻时因为杀了暴力的父亲而进入监狱，后来被阿林加洛沙主教挽救，从此信奉主业会并严格遵守肉体苦修的修行戒律。主教和塞拉斯受一个自称“导师”的人指使，决定抢到并摧毁传说中的“圣杯”（Holy Grail），以保护自己的宗教。
而苏菲与兰登於逃亡過程中，警方很快赶到苏黎世存托银行，银行经理扮作保险櫃运输司机协助两人逃出了银行。蘇菲在车厢内告诉兰登，她小时候祖父一直启发她进行各种猜谜活动，还做过一个简单的藏密筒给她。蘇菲的父母和哥哥小时候因为一场车祸而死，祖父索尼埃从此把他抚养成人，但后来爷孙两人关系恶化很少来往。此时车停在了丛林里，银行经理打开后备箱，逼两人交出藏密筒，但经过一番搏斗后兰登和蘇菲两人抢到藏密筒开着卡车逃离。警方此时已根据车上的引导装置监视到两人的行踪。两人驾车来到兰登的朋友，研究圣杯的专家利·提宾爵士（Sir Leigh Teabing，伊恩·麦凯伦飾）的私人城堡。法希警长得知该情况，秘密打电話給阿林加洛沙主教告诉了他情况，因此塞拉斯也动身前往城堡。
提宾给两人讲述了关于圣杯和郇山隐修会（Priory of Sion）的秘密。两千年来郇山隐修会一直致力于保护圣杯，即耶稣的妻子抹大拉的玛丽亚及她和耶稣的后代。其核心团队有四个人，兰登确定死去的四个人就是郇山隐修会当代的核心团队，而苏菲的祖父索尼埃正是其首领。由于耶稣有后代的事实会威胁到耶稣的神性以及整个基督宗教（天主教、基督新教和正教會）的根基，所以罗马教廷一直设法寻找并消灭圣杯。兰登表示蘇菲就是现在唯一的圣杯守护者，并且手中的藏密筒就是所谓的“拱心石”。提宾非常兴奋，告诉他们拱心石里面就是找到圣杯的线索地图。此时塞拉斯突然闯了进来，试图抢走拱心石。一番搏斗之后塞拉斯被打晕，三人带着塞拉斯逃走。警察跟踪他们但随后却跟丢了。
提宾安排私人飞机前往苏黎世（在瑞士不会被引渡受审），飞机上兰登在藏密筒的盒子上发现了一个密信。三人断定密信所说的地点是伦敦的圣殿骑士教堂，飞机随后转往伦敦。到达伦敦机场后，三人智鬥伦敦警方，巧妙逃脱。当他们来到圣殿骑士教堂后发现这里并没有密信裡所说的圆球状坟墓，正当三人疑惑时，塞拉斯又闯了进来，抓住蘇菲作为人质，提宾的管家雷米（Rémy，讓-伊夫·貝特魯特飾）也进来，结果雷米竟然用枪逼着兰登交出了藏密筒，并打晕了主人提宾。兰登和蘇菲随后逃了出来，在公车上利用手机上网查到了正确的教堂和坟墓，即位于伦敦西敏寺的牛顿墓。此时管家雷米完成任务后被主人提宾毒死，原来提宾是整个事件的主谋，即所谓的“导师”。提宾随后报警，警方来到主业会在伦敦的居所，将本以为赶到这里跟“导师”交易的阿林加洛沙主教抓获，并击毙了回到这里等待奖励的塞拉斯。两人這時才知道自己被出卖了。
兰登和蘇菲赶到西敏寺的牛顿墓前，正在思考时，提宾来到了身边。他告诉两人正是他欺骗主业会企图拿到圣杯，从而解开两千年以来的秘密，但提宾仍然需要两人的帮助打开藏密筒。他用枪胁迫两人告诉他打开藏密筒的密码，兰登在一旁拿着藏密筒良久，最终告诉提宾自己无法解开谜团，并把藏密筒扔向空中，提宾为了保住藏密筒放弃了人质蘇菲，但最终藏密筒还是摔在地上遭到损毁。此时伦敦警方赶到，带走了提宾。此时兰登告诉蘇菲其实自己当时已经解开谜团并拿到了当中的纸条。纸条上标明圣杯在苏格兰的罗斯林教堂。
于是兰登和蘇菲来到罗斯林教堂。在地下的秘室发现了抹大拉的玛丽亚的石墓已经被移走，但两人随后发现蘇菲其实正是耶稣的后人，即圣杯。“守护者”的首领索尼埃在车祸后将这个耶稣后裔当亲生孙女一样抚养。蘇菲由于偶然看到索尼埃和同伴进行的宗教的性仪式才与索尼埃断绝了来往。两人出来密室，发现教堂裡已经站满了人。一个老太太告诉蘇菲，他们都是圣杯的守护者，她本人正是蘇菲的祖母。真相大白之后，蘇菲回到祖母身边，而兰登则回到巴黎。
一次剃鬚流血意外中，偶然的血痕讓兰登猛然理解到密信的内容。他跑出来沿着巴黎市内地下的玫瑰经线一路走，最终来到了卢浮宫门前的倒金字塔下，原来抹大拉玛丽亚的石棺就在这玻璃金字塔下方的地板内。此时兰登半跪在金字塔前，和当年无数保卫圣杯的圣殿骑士一样致敬這個秘密。

## 与小说的出入
注意：以下的比较均基于小说的最初版本，其新版本已经根据电影做过部分修改。参见：达芬奇密码
- 电影中，法国警方是在兰登完成演讲，签名售书的时候与其取得联系，提供索尼埃尸体照片的；而小说中兰登回到了宾馆才拿到该照片。兰登演讲中关于符号学的一些观点都没有在小说中出现。
- 电影中，兰登对于罗马教廷的态度比小说中缓和许多，在小说中，他完全同意提宾对罗马教廷的一系列谴责。同时与小说相比，在电影中的兰登对于郇山隐修会也持有较大的态度。
- 电影中，索菲在《蒙娜丽莎》右下角处找到了密信，而小说中密信则用隐形墨水写在在蒙娜丽莎的脸上。
- 电影中，兰登由于索菲的帮助破译了写在《蒙娜丽莎》上的密信；小说中是由索菲独立破译出的。
- 電影中，銀行鑰匙上的地址提示 HAXO 24 是烙印上去的，小說是用隐形墨水寫上的。
- 小说中，银行经理安德烈·维尼特作为索尼埃的朋友，误以为是兰登和索菲杀了索尼埃，为了保护索尼埃的利益才与两人敌对的；而电影里没有表示两人的朋友关系，敌对是因为经理自己的贪婪作祟。
- 电影中，索菲和索尼埃的关系是在银行经理维尼特用枪指着他们的时候才得知的；而小说中维尼特在银行中就被告知了两人的关系。
- 电影中，警长法希是在医院里遇到维尼特并命令其打开运输车上的自引导装置；而小说中是维尼特为了保持银行的声誉，自己主动打开的。
- 影片中提宾在兰登两人进门前提出的第二个问题与小说中不同。电影里提宾问茶裡应该放柠檬还是牛奶，兰登回答说要看是什么茶。小说中提宾问的是要牛奶还是糖，兰登犹豫后回答说正确答案是柠檬，配茶是Earl Grey。电影中，提宾给兰登准备了这种茶，兰登要了柠檬。
- 影片中没有提到提宾庄园里的监视设备，也没有提到提宾办公室裡一个小型骑士模型裡放的窃听器（但影片中有出现该骑士模型）（DVD版中有发现谷仓中的窃听器的情节）。管家雷米以前由于偷接电话线打免费电话被学校开除，此犯罪纪录由警方提供并与其监听专家的身份相联系。在小说中，法国警方是在针对郇山隐修会的行动中才发现提宾的幕后人物身份的。
- 电影中只出现了一个藏密筒，而小说中出现了两个（第二个藏在第一个里面）。电影中藏密筒的密码与小说中第二个藏密筒的密码相同，而電影中藏密筒的提示（在盒子上）是在小說中第一個藏密筒打開後取出的莎草紙上。
- 电影中主业会的角色被大幅减弱。阿林加洛沙主教从小说中一个即將被梵蒂冈切断联系而極力尋求其他後盾的主业会领袖，变成了电影里一个秘密牧师组织影子委员会（Council of Shadows）的险恶成员，他一心想毁灭圣杯及耶稣现存的后代。
- 电影中，主业会的目的是毁灭圣杯；而在小说中，主业会是想取得圣杯来对教廷产生更大的影响。
- 小說中，主业会伦敦总部的地址位于伦敦西敏区Orme Court 5号，在电影里并没有表现出这一细节。
- 小说中的塞拉斯被塑造成为一个40岁的中年人，而电影中只有20多岁，可能是观影者对年轻修道士与其悲惨人生更易理解。
- 电影中警长法希是一名主业会成员，阿林加洛沙主教通知他杀死索尼埃的凶手是兰登，并命令其阻止他。小说中則是法希得到某位修女（錫安會成員）被殺與主教有關的情報，與主教連絡後兩人一同追蹤塞拉斯、阻止更多無謂的殺戮。
- 电影里，兰登没有像小說裡一样将藏密筒放在沙發下，而让提宾轻易地找到了它。
- 电影中提宾利用精巧的动画演示了达·芬奇《最后的晚餐》中的秘密，而小说中他只是用普通印刷品为例指出这些秘密。电影中提宾还利用动画将抹大拉的玛丽亚移到了基督身旁，使其看起来像是倚靠在基督肩上。
- 小说中雷米的名字是“雷米·利加路迪”（Rémy Legaludec），而在电影中是“雷米·吉恩”（Rémy Jean）。
- 在塞拉斯被开枪打死后，小说中的法希警长对阿林加洛沙主教充满了同情，而电影中则是鄙视和愤恨。
- 影片中雷米告诉塞拉斯自己就是“导师”；而小说中塞拉斯知道雷米也是“导师”的仆人之一。电影中雷米在伦敦一个码头因为喝了“导师”下毒的酒而死。小说中雷米和“导师”在车内，雷米喝了放入花生粉的液体（雷米对花生过敏）而死。
- 降落英国机场时，提宾向警方提到了一个关于大麻的案子，在小说中并没有。
- 电影中塞拉斯因为后悔自己射中了阿林加洛沙主教而故意让警察将自己击毙。在小说中，重伤的塞拉斯抱著阿林加洛沙主教来到医院，主教让他祈祷，塞拉斯最后死在医院的院子里。
- 小说中，兰登和索菲到伦敦一个图书馆寻求关于“A. Pope”的解释；而电影中他们意识到到图书馆时间太久，于是在巴士上借用了某人的手机，上网查到了相关信息。
- 小说中，兰登和索菲在牛顿墓前发现了笔迹，指引他们到西敏寺牧师礼堂救提宾，提宾随后揭示自己“导师”的身份。在电影里，索菲发现提宾的拐杖印记，提宾出现在牛顿墓的旁边。
- 电影中，索菲和兰登自己来到了罗斯林教堂的地下密室，找到了相关文件，确认了索菲是耶稣后代的事实。而在小说中，这些文件并未被发现，而是由其重逢的祖母告诉她的。
- 影片中，由于罗斯林地下门前的大卫之星与密信吻合，两人轻易找到了密室。但在小说裡，并没有这样的密室，地板上的大卫之星标记也因无数游客经走过而变得模糊不清。
- 小说中，索尼埃是索菲真正的祖父，其祖母与先前以为离世的哥哥（教堂的讲解员）住在罗斯林教堂后面。祖母告诉他他们夫妇为了保护索菲导致两地分居，改名换姓并分别抚养兄妹俩是多么不容意。电影里兰登告诉索菲索尼埃并非其祖父，影片也未显示讲解员为索菲的哥哥，其他部分影片也未给出详尽解释。
- 小说中，兰登和索菲吻别，并相约在佛罗伦萨再会。影片中虽然两人偶然有一些情愫产生，但影片最后两人还是以分别告终。（当然，影片并非完全磨灭了两人发展的可能，影片最后一刻正是为两人重新建立起了坚固的桥梁。）
- 电影中，兰登告诉索菲，索尼埃死后抹大拉的玛丽亚石墓就不知去向，因此不大可能证明索菲是耶稣基督在世的后裔，这一血统的证明并非必要也不一定正确，要看索菲的选择。小说中，索菲的祖母向兰登解释，揭示这一耶稣与抹大拉的莫玛丽亚这一秘密并非郇山隐修会的责任。提宾则认为是这是郇山隐修会的责任，只是索尼埃阻碍了它的公布。
- 电影中，索菲开玩笑的用脚轻轻点水，表示自己无法像祖先耶稣一样行走於水面。这一情节并未出现在小說裡。
- 小說裡，提宾从很多书中引经据典，包括达·芬奇的书以及《圣血和圣杯》（Holy Blood, Holy Grail）。
- 小說裡，塞拉斯和索菲的眼睛分别是红色和绿色，电影里是浅蓝色和褐色。
- 小說裡，兰登是圣杯及其理论的坚信者。但在电影里，他将其视为虚构的故事，甚至几次与提宾争议这一理论。
- 在小說裡，索菲密码破译员的身份被反复提及，并帮助解开一系列疑团。但在电影中，这一身份只是在开头卢浮宫裡提及了一次。
- 小说中，提宾一行人上飞机之后直接前往伦敦。电影中提宾一行人在发现藏密筒的秘密之后才改变行程前往伦敦。
- 小说中，提宾表示在巫女审判的行动中有超过三百万妇女遭受火刑。电影中兰登首先提出是五万人，接着提宾补充“可能有上百万人”。
- 小说中，提宾提出君士坦丁堡大帝创造了耶稣的神性时，兰登“同时轻微点头”表示同意。电影里兰登却激烈的反驳这一观点。
- 小说表示基督徒挑起了与异教徒的战争，并企图镇压他们。电影中，当提宾提出该观点时，兰登表示反驳，称到底是谁开始使用暴力并不清楚。
- 小说中，索菲从《腓力福音》里读到“耶稣爱抹大拉的玛丽亚生过其它信徒，并经常亲吻她的嘴”。小說裡，提宾将这一段读出来，但在读到“亲吻她的……”时被索菲打断。关于可能的原因，参见腓力福音。
- 小说中，为了补充其与抹大拉的玛丽亚的联系，索菲被描述成红色头发的女子，但在电影里，她的头发是褐色的。此外，小说中索菲的年龄是32岁，电影中对其年龄并无明确表述，看起来仅仅是20多岁将近30。
- 电影里并没有提到兰登的米奇老鼠手表，但在兰登和索菲在运输车厢裡时出现了这只手表。
- 电影中，兰登从自己剃须的血迹和自己的书中得到启发，找到了抹大拉的玛丽亚石墓的正确地点。而在小说开头提到索尼埃读了兰登写的书，在被追杀当天约了兰登见面。兰登忽然意识到他的书里写过卢浮宫廣場的金字塔的描述與聖杯真正地點的謎題吻合，自己才意识到自己正站在藏在卢浮宫里面抹大拉玛丽亚的墓上。
- 小说中蘇菲威胁要破坏达·芬奇的画，才得以和兰登从警卫那里逃离。在电影公映的版本里并没有这个场景，但在出版的剧本裡却有相关描述，也出现在了DVD版本中。
- 小说中，考利（Collet）是较年轻的警员，且为法希的下属。电影中的考利与法希相同年纪，是法希的同事兼朋友。
- 电影裡有大量畫面強調蘇菲的“灵性”，比如蘇菲在运输车车厢裡用触摸蘭登的头目以“治疗”他的幽闭恐懼症；以及蘇菲在公园里放走了一个吸毒者，相信他不会再继续吸毒。小说中都没有类似场景。
- 电影中警长法希殴打了空中协管员；小说中他并没有这么做。
- 小说中，蘇菲的车是红色的Smart，电影中的Smart灰色的。

## 背景歷史
- 圆顶清真寺在抹大拉的玛丽亚离开耶路撒冷的时候在背景上清晰可见。实际上，圆顶清真寺史建于公元7世纪，是在抹大拉的玛丽亚离开耶路撒冷之后。
- 影片中有一个镜头显示了音樂剧《悲惨世界》的海报，而很多文件表明此书作者维克多·雨果正是郇山隐修会的第24任首领。

## 製作
本片於2005年7月8日開拍。

## 評價
《達文西密碼》電影收穫的評價以負評居多，爛番茄基於231條專業影評，得出25%新鮮度，平均得分4.8/10，網站共識評論寫道：「讓丹·布朗的小說成為暢銷作品的因素，顯然沒有出現在這部根據《達文西密碼》改編的沉悶臃腫的電影中」。Metacritic則依據40條評論，獲得加權平均分數46分，代表「褒貶不一或中庸」。